# 蔡飞虎

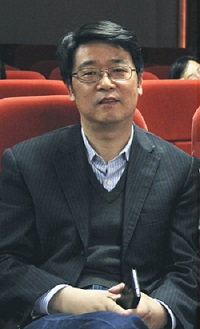
Feihu Cai

蔡飞虎（1964年11月—），浙江宁波人。中华人民共和国陶瓷工艺高级工程师，武汉理工大学兼职教授，佛山市陶瓷学会副秘书长，中国矽酸盐学会陶瓷分会建筑卫生陶瓷协会理事，《陶瓷》专业杂志（咸阳）编委，《佛山陶瓷》专业权威杂志编委，武汉理工大学佛山校友会副会长，佛山市禅城区第九届十佳科技人物。先后就读于武汉建材学院和武汉工业大学，获硕士学位。硕士毕业以后，先在武汉科技大学从事耐火材料的教学和科研工作，后在广东佛山陶瓷集团从事陶瓷新产品开发和生产管理工作。多年来，在国内外专业期刊上发表论文几十余篇，为部分陶瓷企业提供生产技术培训，担任国内部分陶瓷企业技术顾问。

## 年表
1980年至1984年武汉建材学院材料科学与工程专业，就读本科，获得本科学历。
1984年至1987年武汉工业大学硅酸盐专业，完成硕士学位的学习。
1987年至1992年武汉科技大学讲师。
1993年至2001年广东省佛陶集团钻石陶瓷公司生产管理与新产品研发。
2001年至2006年佛山市格林陶瓷技术开发有限公司。
2007年至今       佛山玻尔陶瓷科技有限公司。

## 主要科研成果及获奖情况
2013年1月，“推动佛山陶瓷行业进步科技人才”，优秀个人荣誉称号。
2012年10月，《陶瓷墙地砖生产技术》，佛山市自然科学优秀学术论文之优秀著作奖。
1998年7月，“提高一次烧成瓷质渗花砖质量和产量”，1998年度广东省优秀质量管理小组之优秀奖。
1998年6月，“采用最优化方法计算陶瓷配方”，佛山市自然科学优秀学术论文。
1993年6月，“特种不定形耐火材料和不烧耐火砖”，1992年度国家教委科技进步奖三等奖。
1992年11月，“低温烧成无粘土SiC制品”，1992年度科学技术成果二等奖。
1992年11月，“叶蜡石-SiC-C不烧砖”，1992年度科学技术成果奖二等奖。
1991年9月，“高荷软不烧砖”，郑州全国技术成果交流交易会，优秀奖。
1990年10月，“Al2O3-SiC-C不烧砖”，1989年度优秀科研成果三等奖。

## 主要发表著作
2011年8月，《陶瓷墙地砖生产技术》，蔡飞虎、冯国娟编著，武汉理工大学出版社。
2003年5月，《实用墙地砖生产技术》，蔡飞虎、冯国娟编著，佛山陶瓷2003年增刊。
1998年10月，《瓷质砖生产技术》蔡飞虎、冯国娟编著，佛山陶瓷1998年增刊。
1992年9月，《特种不定形耐火材料及不烧砖》蔡飞虎、李晓明、吴清顺著，冶金工业出版社。
1989年10月，《陶瓷材料矿物学工艺》蔡飞虎、吴清顺译，武汉工业大学出版社。

## 主要发表文章
2013年，“抛光废渣用于水泥掺合料中的危害”。
2011年，“含铬产品在陶瓷行业中的应用及污染预防措施”。
2010年，“关于抛光砖用超白水洗泥问题的探讨”，“喷雾干燥技术基本原理与生产控制”。
2009年，“墙地砖坯体干燥技术”。
2007年，“关于耐磨砖针孔缺陷的答疑”，“聚晶微粉砖的底裂问题”，“干燥开裂问题一例”，“抛光砖出现针孔问题的启示”，“解决抛光砖生产缺陷经验二例”，“吉林省桦甸市及周边地区陶瓷原料的考察情况”。
2006年，“墙地砖生产过程控制”，“关于耐磨砖产生黑边缺陷的答疑”，“关于耐磨砖中间开裂问题的答疑”。
2005年，“关于使用铬盐渗花釉存在问题的答疑”，“关于生产250*400有釉砖出现严重黑心现象问题的答疑”，“关于有釉砖坯釉匹配调整问题”，“关于生产一次半烧成釉面砖出现针孔问题的答疑”，“关于坯体干燥开裂问题的答疑”，“关于生产瓷质渗花砖问题的答疑”，“关于生产200*300，250*330的釉面砖出现波浪变形问题的答疑”，“关于生产200*400釉砖产品出现中心严重上凸问题的答疑”。
2004年，“关于黑色抛光砖鼓泡问题的补充答疑”，“关于生产纯黑抛光砖问题的答疑”，“关于陶瓷产品出现大小头现象问题的答疑”，“关于渗花釉印花问题的答疑”，“关于釉面砖生产如何选择哑光釉问题的答疑”，“关于抛光砖黑心问题的答疑”，“关于低温砂石中添加白云石问题的答疑”，“关于一次烧成生产哑光砖印花釉边界出现裂纹问题的答疑”，“关于生产渗花砖问题的答疑”，“关于生产渗花抛光砖问题的答疑”。
2003年，“关于窑炉落脏影响产品质量问题的答疑”，“关于超白砖用料问题的答疑”，“关于抛光砖放射性超标问题的答疑”，“关于仿古砖釉浆流动性变差问题的答疑”，“关于如何检验广东黑泥质量问题的答疑”，“关于生产深色釉面砖问题的答疑”，“关于喷雾干燥塔等问题的答疑”，“关于生产仿古地砖问题的答疑”，“关于抛光砖防橡胶印和水泥痕问题的答疑”。
2002年，“关于瓷质砖坯体问题的答疑”，“生产抛光砖等问题的答疑”，“关于生产耐磨砖等问题的答疑”，“关于生产水晶地板砖问题的答疑”，“用北方原料生产瓷质抛光砖”，“关于一次烧内墙砖出现‘W’形变形等问题的答疑”，“轻质环保外墙砖”。
2001年，“瓷质砖造粒技术”，“关于瓷质渗花砖生产中若干问题的答疑”，“关于卫生洁具经常出现脱釉缺陷等问题的答疑”，“关于釉面砖等问题的答疑”。
1999年，“一次烧成瓷质渗花砖生产控制”。
1998年，“大斑点瓷质砖的生产工艺”，“红棕瓷质砖的研制”。
1997年，“瓷质砖常用熔剂原料及其特性”，“浅谈利用助磨剂提高球磨效率”，“采用最优化方法计算陶瓷配方”，“大斑点仿花岗岩板研制”。